# Медлер (марсианский кратер)
Медлер (англ. Mädler), не путать с кратером Медлер на Луне, — 125-километровый марсианский ударный кратер, расположенный по координатам 10°39′ ю. ш. 2°46′ в. д. / 10,65° ю. ш. 2,77° в. д.. Назван в честь немецкого астронома Иоганна Генриха фон Медлера. Это название было утверждено Международным астрономическим союзом в 1973 году.

## Расположение и смежные объекты
Кратер лежит около стыка трёх плавно переходящих один в другой обширных регионов — земли Ноя, Сабейской земли и земли Аравия, к югу от плато Меридиана, расположенного в пределах последней. В него впадают две крупные извилистые долины: Marikh Vallis (на юге) и безымянная (на западе). В 350 км к северо-западу от него лежит кратер Эйри с маленьким кратером Эйри-0, от которого ведётся отсчёт долгот на Марсе.